# Radioåret 2002

## Händelser

### Februari
- 6 februari - I Sverige startar reklamradiostationen Lugna Favoriter sändningar i Göteborg.

### Augusti
- 19 augusti - En radiostrejk inleds i Danmark.

## Radioprogram

### Sveriges Radio
- 1-24 december- Årets julkalender heter Whitney och Elton Johansson.[1]

### Fotnoter
1. ↑  ”2002, Whitney och Elton Johansson”. Sveriges Radio. http://sverigesradio.se/barn/julkalendrar/2002.stm. Läst 31 augusti 2015.